# David Morier

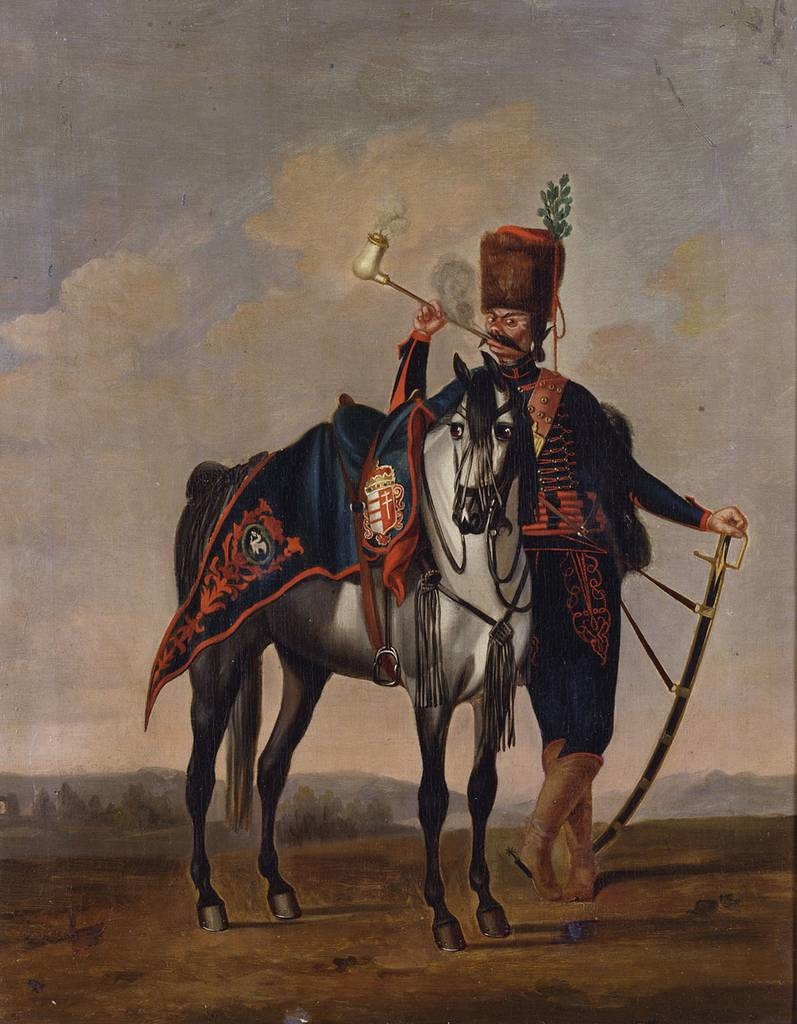
Huszár a Károlyi-ezredből.

David Morier (Bern, 1705 körül – London 1770. január 8. előtt) svájci származású brit festőművész. Főként katonai témájú alkotásairól ismert, számos portréja és csataképe maradt fenn. Leghíresebb műve az 1746-ban vívott cullodeni csatát megörökítő festmény. Munkássága a 18. századi magyar egyenruhatörténet egyik fontos forrása.

## Pályafutása
Korai éveiről kevés adat maradt fenni. Annyi bizonyosnak tűnik, hogy Bernben született, és a miniatúra-, illetve a portréfestészet terén képezte magát. 1743-ban egy angol diplomata, Sir Everard Fawkener mutatta be Moriert II. György király legkissebb fiának, Vilmos cumberlandi hercegnek, aki ekkor német területen tartózkodott. Ezután Morier Angliába utazott, ahol a herceg udvari festőként alkalmazta, évi 100 font fizetésért.
Vilmos herceg, aki ebban az időszakban gyakorlatilag az brit hadsereg főparancsnokaként működött, számos katonai témájú képet rendelt Morier-től. 1747-ben elkísérte urát Németalföldre, ahol nem csak az angol, hanem a vele szövetséges haderők katonáiról is készített képeket. Egész alakos, a modelleket többnyire szemből, statikus pozícióban ábrázoló festményeit nagy odafigyeléssel alkotta meg, ügyelve a részletek gondos kidolgozására. Ennek folytán képei remek forrásként szolgálnak az egyenruhatörténeti kutatás számára. Vilmos herceg valamennyi, a parancsnoksága alá tartozó brit ezred megfestette Morier-el. A Grenadier Paintings néven ismert sorozatot ma a Royal Collection őrzi. E mellett számos angol arisztokratát is megörökített, többnyire lóháton, töbek között patrónusát, Vilmos herceget, II. György királyt és utódát III. Györgyöt is.
Nevezetes képei között tartják számon a Godolphin Arabian nevű arab csődört ábrázoló állatportrét. Godolphin Arabian volt az egyike annak a három arab ménnek, akiket a modern angol telivérek vérvonala származik.

Legismertebb műve az  An Incident in the Rebellion of 1745 címet viseli, de valójában az 1746. április 16-án vívott cullodeni csata sorsdöntő pillanatát ábrázolja, amikor a skót felföldi gyalogság rohama eléri a brit vöröskabátosok arcvonalát. A mű eredetijét ma a brit uralkodó hivatalos skóciai rezidenciáján, a Holyroodhouse-palotában őrzik, de több korabeli másolata is fennmaradt. Mivel a brit hadakat Vilmos herceg vezette, Morier valószínűleg szemtanúja volt az összecsapásnak, és az ott szerzett benyomásai alapján készítette el a festményt.

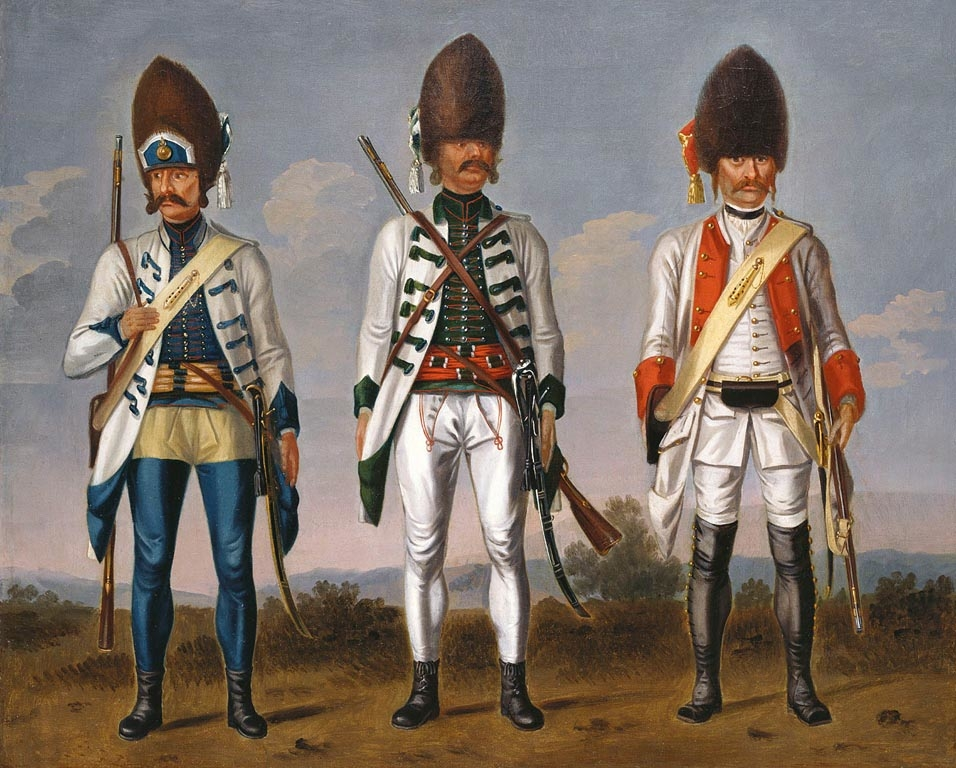
A Haller, a Bethlen és egy ismeretlen gyalogezred gránátosai.

1761-ben alapítótagja volt a Society of Artists of Great Britain nevű, művészeket tömörítő társaságnak.
Cumberland hercege az 1757-es hastenbeck-i csatában elszenvedett vereség, majd az azt követő hátrányos klosterzeveni konvenció nyomán kegyvesztett lett, s ez kihatott Morier pályályára is. A herceg 1765-ös halála után a művésznek valószínűleg nem sikerült új pártfogót találnia. Adósságai miatt 1769-ben a londoni Fleet Prison-ban zárták. Itt hunyt el 1770 januárjának elején. A Crekenwellben található St. James's Church temetőjében helyezték örök nyugalomra, a temetés költségeit a Society of Artists tagjai állták.

## Jelentősége magyar szempontból
Morier nem csak Cumberland herceg seregének tagjairól, hanem a velük szövetséges német és osztrák katonákról is festett portrékat. Ennek köszönhetően több, a hétéves háborúban részt vevő magyarországi kiegészítésű, illetve magyar ezredtulajdonossal rendelkező alakulat egyenruháját is megörökítette. Festményei közt megtalálható az Ujváry, Haller, Bethlen gyalogezredek, a Batthyány dragonyosezred, valamint a Kálnoky, Károlyi és Nádasdy huszárezredek viselete.

## Fordítás
Ez a szócikk részben vagy egészben  a   David Morier című angol Wikipédia-szócikk ezen változatának fordításán alapul.  Az eredeti cikk szerkesztőit annak laptörténete sorolja fel. Ez a jelzés csupán a megfogalmazás eredetét és a szerzői jogokat jelzi, nem szolgál a cikkben szereplő információk forrásmegjelöléseként.